# Pitcairnsångare
Pitcairnsångare (Acrocephalus vaughani) är en utrotningshotad tätting i familjen rörsångare. Den förekommer enbart på en enda isolerad ö i östra Stilla havet.

## Utseende
Pitcairnsångaren är en stor och relativt kortnäbbad medlem av familjen rörsångare med en kroppslängd på 17 centimeter. Ovansidan är olibrun, undersidan gulvit och i ansiktet syns ett mörkt ögonstreck och ett blekt ögonbrynsstreck. Karakteristiskt är inslag av vita fjädrar som är varierat och ofta osymmetriskt spridda i fjäderdräkten. Ungfågeln är brun ovan, djupt brungul under och saknar den adulta fågelns vita fjädrar.

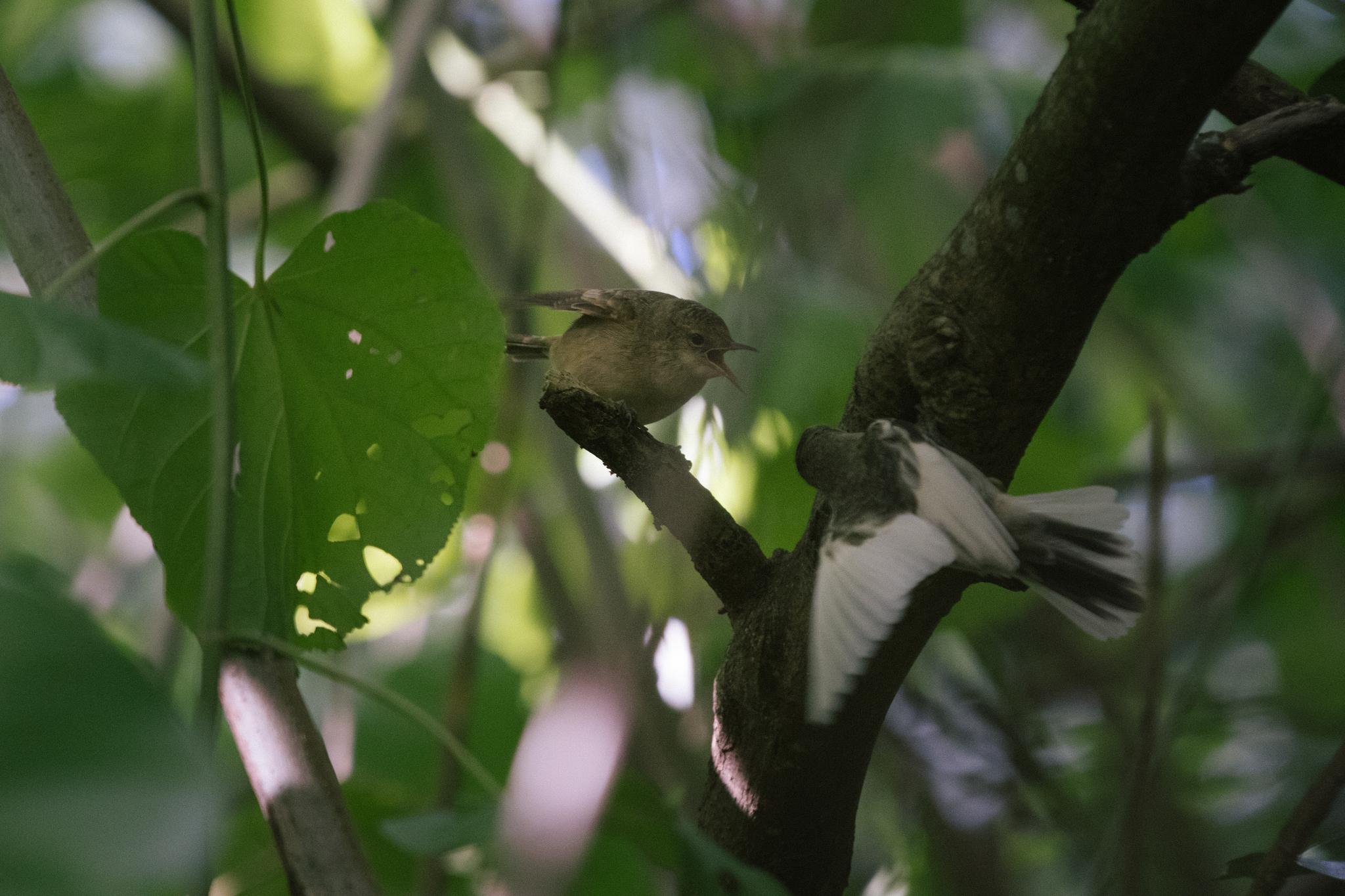

## Utbredning och systematik
Arten förekommer enbart på ön Pitcairn Island i södra Polynesien. Den behandlas som monotypisk, det vill säga att den inte delas in i några underarter.

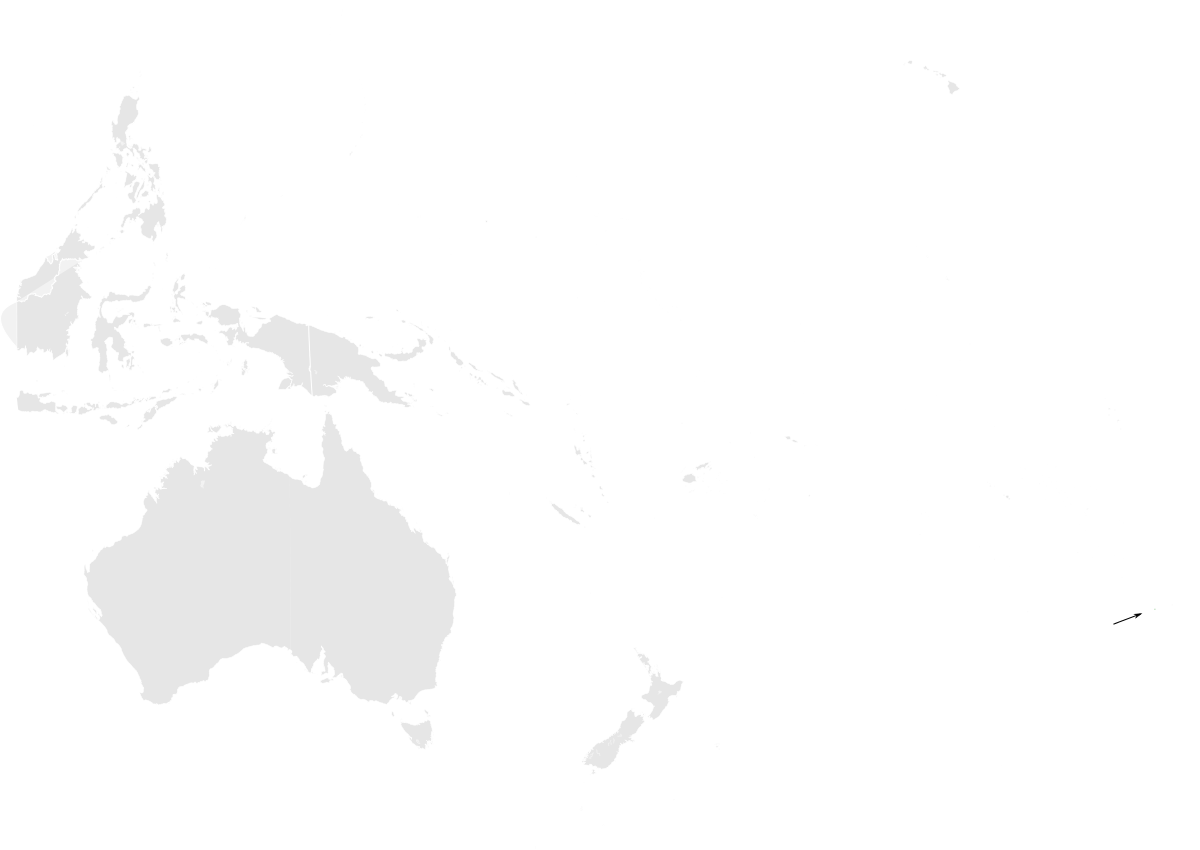
Pitcairns läge i östra Stilla havet.

### Familjetillhörighet
Tidigare fördes rörsångarna liksom ett mycket stort antal andra arter till familjen Sylviidae, tidigare kallad rätt och slätt sångare. Forskning har dock visat att denna gruppering är missvisande, eftersom då även välkända och mycket distinkta familjer som svalor, lärkor och stjärtmesar i så fall bör inkluderas. Pitcairnsångaren med släktingar har därför brutits ut till familjen rörsångare (Acrocephalidae).

## Levnadssätt
Pitcairnsångaren är vanligast i områden med högrest skog, mindre vanlig i buskmarker och kring bebyggelse och förekommer inte alls i områden med exponerad barmark och klippor. Den är insektslevande och ses sällan på marknivå, möjligen på grund av människors och katters närvaro. Den häckar i par eller i familjegrupperingar.

## Status och hot
Arten har en mycket liten världspopulation på endast 250–1000 vuxna individer dessutom minskar på den enda lilla ö där den förekommer, på grund av habitatförstörelse och predation från införda djurarter. IUCN kategoriserar därför arten som starkt hotad.

## Namn
Fågelns svenska och vetenskapliga artnamn hedrar Robert E. Vaughan (1874–1937), kommendör i Royal Navy, verksam i Stilla havet 1893.